# Luis de Chalon-Arlay (1448-1476)
Luis III de Chalon-Arlay también conocido como Chalon de Châtel-Guyon (Nozerov, 1448-Grandson, 2 de marzo de 1476) fue un jefe militar francés y señor de Châtel-Guyon (Salins-les-Bains), de la Casa de Chalon-Arlay. Como uno de los confidentes de Carlos I de Borgoña, fue recibido en la Orden del Toisón de Oro en 1468.

## Biografía
Luis de Chalon-Arlay nació hacia 1448, en Nozeroy y era el hijo mayor de Luis II de Chalon-Arlay, príncipe de Orange y su segunda esposa Leonor de Armañac y hermano de Hugo de Chalon.
En 1461, su padre lo nombró vizconde de Besançon y señor de Châtel-Guyon. Este último también lo envió a la corte de Borgoña, donde vivió como paje cerca de Carlos I de Borgoña. En su testamento, su padre lo convirtió en heredero universal, después de haber concedido el Principado de Orange a su hijo de su primer matrimonio y la propiedad de Vaud a su hijo menor, y se limitó así a Nozeroy y Châtelguyon. Luis desafió la voluntad de su padre, tomó posesión de toda la herencia y terminó con el duque Felipe III de Borgoña. Se produjo un largo proceso, del que Luis salió parcialmente victorioso en 1475, también gracias al apoyo que recibió del duque Carlos.
En 1465, Felipe III lo nombró caballero y, en 1469, Carlos lo aceptó en la Orden del Toisón de Oro; fue elegido miembro sustituto en 1468 en caso de que el duque de Normandía se negara a unirse, lo que ocurrió al año siguiente. En el mismo año (1468) participó en el torneo del "Paso del Árbol de Oro". Seis años más tarde participó en el asedio de Neuss (1474-1475), cuando los suizos atacaron su propiedad en Vaud. Se le confió la defensa del Franco Condado, derrotó a los suizos en Pontarlier y les arrebató Jougne. Murió el 2 de marzo de 1476 en la batalla de Grandson mientras dirigía la caballería borgoñona.
Luis de Chalon nunca se casó, pero dejó un hijo ilegítimo: Juan de Chalon. De hecho, así lo atestiguan varios documentos póstumos a la muerte de su padre. Fue declarado entonces hijo de Luis y Francisca d'Amboise, una de las últimas hijas de Pierre d'Amboise, señor de Chaumont, y Ana de Bueil.
Francisca d'Amboise parece haberse retirado a la Abadía de Fontevraud después de 1480.